# Club Social y Sportivo Buenos Aires
El Club Social y Sportivo Buenos Aires fou un club de futbol argentí de la ciutat de Buenos Aires.

## Història
El club va ser fundat el dia 1 de febrer de 1918, per la fusió dels clubs Isla Maciel i Sportivo Argentino (1915). El seu primer nom va ser Petrolero. Quan el futbol esdevingué professional a l'Argentina, el club continuà amb el seu estatus amateur fins al 1934, quan la AAF es fusionà amb la lliga professional. El club fou descendit a segona divisió. Continuà a segona fins al 1939 quan baixà a tercera divisió. El 1941 fou desqualificat de l'Associació i acabà desapareixent cap als anys seixanta.

## Futbolistes destacats
- Carlos Peucelle.[3][4]